# Tornei di tennis maschili nel 1921
Prima della nascita della cosiddetta "Era Open" del tennis, ossia l'apertura ai tennisti professionisti degli eventi più importanti, tutti i tornei erano riservati ad atleti dilettanti. Nel 1921 i tornei si distinguevano in pro e amatoriali: ai primi potevano partecipare solo i giocatori professionisti, mentre ai secondi potevano partecipare solo i tennisti dilettanti, tra questi c'erano i tornei del Grande Slam: gli Australian Championships, il Campionato francese di tennis, il Torneo di Wimbledon e gli U.S. National Championships.

## Calendario

### Legenda
| Tornei amatoriali       |
| Tornei professionistici |

### Gennaio
| Settimana | Torneo                                                                        | Vincitore               | Finalista                   | Semifinalisti | Eliminati ai quarti |
| --------- | ----------------------------------------------------------------------------- | ----------------------- | --------------------------- | ------------- | ------------------- |
| gennaio   | Canadian Covered Court Championships 1921 Montréal, Canada Singolare - Doppio | Henri Laframboise       | non conosciuta (bandiera)   |               |                     |
| gennaio   | Canadian Covered Court Championships 1921 Montréal, Canada Singolare - Doppio |                         |                             |               |                     |
| 3 gennaio | Beausite First Meeting 1921 Cannes, Francia Terra rossa Singolare - Doppio    | Gordon Lowe 6-3 7-5 6-3 | Francis Marion Bates Fisher |               |                     |
| 3 gennaio | Beausite First Meeting 1921 Cannes, Francia Terra rossa Singolare - Doppio    |                         |                             |               |                     |

### Febbraio
| Settimana   | Torneo                                                                                           | Vincitore                               | Finalista                              | Semifinalisti | Eliminati ai quarti |
| ----------- | ------------------------------------------------------------------------------------------------ | --------------------------------------- | -------------------------------------- | ------------- | ------------------- |
| 14 febbraio | French Closed Covered Court Championships 1921 Parigi, Francia Parquet indoor Singolare - Doppio | Jacques Brugnon 6-1 6-3 6-2             | Marcel Dupont                          |               |                     |
| 14 febbraio | French Closed Covered Court Championships 1921 Parigi, Francia Parquet indoor Singolare - Doppio |                                         |                                        |               |                     |
| 14 febbraio | Carlton Club Second Meeting 1921 Cannes, Francia Terra rossa Singolare - Doppio                  | Gordon Lowe 3-6 7-5 8-6 8-6             | Algernon Robert Fitzhardinge Kingscote |               |                     |
| 14 febbraio | Carlton Club Second Meeting 1921 Cannes, Francia Terra rossa Singolare - Doppio                  |                                         |                                        |               |                     |
| 21 febbraio | Torneo di Beaulieu 1921 Beaulieu-sur-Mer, Francia Terra rossa Singolare - Doppio                 | Algernon Kingscote 3-6 9-11 9-7 6-3 6-1 | Gordon Lowe                            |               |                     |
| 21 febbraio | Torneo di Beaulieu 1921 Beaulieu-sur-Mer, Francia Terra rossa Singolare - Doppio                 |                                         |                                        |               |                     |
| 26 febbraio | South Australian Championships 1921 Adelaide, Australia Erba Singolare - Doppio                  | Gerald Patterson 18-16, 6-3, 1-1 ritiro | Ronald V. Thomas                       |               |                     |
| 26 febbraio | South Australian Championships 1921 Adelaide, Australia Erba Singolare - Doppio                  |                                         |                                        |               |                     |

### Marzo
| Settimana | Torneo                                                                                      | Vincitore                                  | Finalista                              | Semifinalisti | Eliminati ai quarti |
| --------- | ------------------------------------------------------------------------------------------- | ------------------------------------------ | -------------------------------------- | ------------- | ------------------- |
| 3 marzo   | Florida State Championships 1921 Palm Beach, Stati Uniti Terra rossa Singolare - Doppio     | Richard Norris Williams 6-3 6-4 6-1        | Ichiya Kumagae                         |               |                     |
| 3 marzo   | Florida State Championships 1921 Palm Beach, Stati Uniti Terra rossa Singolare - Doppio     |                                            |                                        |               |                     |
| 6 marzo   | Monte Carlo Cup 1921 Monte Carlo, Monte Carlo Terra rossa Singolare - Doppio                | Gordon Lowe 6-1 0-6 6-4 6-2                | Algernon Robert Fitzhardinge Kingscote |               |                     |
| 6 marzo   | Monte Carlo Cup 1921 Monte Carlo, Monte Carlo Terra rossa Singolare - Doppio                |                                            |                                        |               |                     |
| 14 marzo  | MCC Tournament 1921 Melbourne, Australia Singolare - Doppio                                 | Gerald Patterson 6-2 6-3 6-2               | Pat O'Hara Wood                        |               |                     |
| 14 marzo  | MCC Tournament 1921 Melbourne, Australia Singolare - Doppio                                 |                                            |                                        |               |                     |
| 19 marzo  | Seventh Regiment Championships 1921 New York, Stati Uniti Parquet indoor Singolare - Doppio | Frederick Anderson 11-9 6-8 6-3 6-4        | Frank Anderson                         |               |                     |
| 19 marzo  | Seventh Regiment Championships 1921 New York, Stati Uniti Parquet indoor Singolare - Doppio |                                            |                                        |               |                     |
| 19 marzo  | Riviera Championships 1921 Mentone, Francia Terra rossa Singolare - Doppio                  | Gordon Lowe 6-1 6-3 6-4                    | Alain J. Gerbault                      |               |                     |
| 19 marzo  | Riviera Championships 1921 Mentone, Francia Terra rossa Singolare - Doppio                  |                                            |                                        |               |                     |
| 20 marzo  | New York Indoor 1921 New York, Stati Uniti Parquet indoor Singolare - Doppio                | Francis Townsend Hunter 6-3 6-3 3-6 6-1    | Valentine B. Havens                    |               |                     |
| 20 marzo  | New York Indoor 1921 New York, Stati Uniti Parquet indoor Singolare - Doppio                |                                            |                                        |               |                     |
| 20 marzo  | South of France Championships 1921 Nizza, Francia Terra rossa Singolare - Doppio            | Michel Soumarokoff 6-1 6-1 6-0             | Giovanni Balbi di Robecco              |               |                     |
| 20 marzo  | South of France Championships 1921 Nizza, Francia Terra rossa Singolare - Doppio            |                                            |                                        |               |                     |
| 27 marzo  | Côte d'Azur Championships 1921 Cannes, Francia Terra rossa Singolare - Doppio               | Giovanni Balbi di Robecco 6-2 9-11 6-3 6-1 | A. Felix Poulin                        |               |                     |
| 27 marzo  | Côte d'Azur Championships 1921 Cannes, Francia Terra rossa Singolare - Doppio               |                                            |                                        |               |                     |
| 29 marzo  | Geelong Easter Tournament 1921 Geelong, Australia Singolare - Doppio                        | John Hawks 6-2 7-5                         | R. Schlesinger                         |               |                     |
| 29 marzo  | Geelong Easter Tournament 1921 Geelong, Australia Singolare - Doppio                        |                                            |                                        |               |                     |
| 30 marzo  | Tasmanian Championships 1921 Launcenston, Australia Singolare - Doppio                      | William Sheehan 6-4 6-4 6-4                | Robert Berriman                        |               |                     |
| 30 marzo  | Tasmanian Championships 1921 Launcenston, Australia Singolare - Doppio                      |                                            |                                        |               |                     |

### Aprile
| Settimana | Torneo                                                                                            | Vincitore                                        | Finalista                                | Semifinalisti | Eliminati ai quarti |
| --------- | ------------------------------------------------------------------------------------------------- | ------------------------------------------------ | ---------------------------------------- | ------------- | ------------------- |
| 3 aprile  | Cannes Championships 1921 Cannes, Francia Terra rossa Singolare - Doppio                          | Giovanni Balbi di Robecco 6-3 4-6 6-1 2-6 7-5    | A.L. Resuge                              |               |                     |
| 3 aprile  | Cannes Championships 1921 Cannes, Francia Terra rossa Singolare - Doppio                          |                                                  |                                          |               |                     |
| 3 aprile  | US Indoors 1921 New York, Stati Uniti Parquet indoor Singolare - Doppio                           | Frank Anderson 6-2 6-1 6-3                       | Frederick Anderson                       |               |                     |
| 3 aprile  | US Indoors 1921 New York, Stati Uniti Parquet indoor Singolare - Doppio                           |                                                  |                                          |               |                     |
| 7 aprile  | Philadelphia Invitational 1921 Filadelfia, Stati Uniti Canvas Singolare                           | Bill Tilden 6-4 6-4 6-3                          | Vincent Richards                         |               |                     |
| 7 aprile  | Philadelphia Invitational 1921 Filadelfia, Stati Uniti Canvas Singolare                           | Vincent Richards Wallace Johnson 6-3 4-6 7-5     | Bill Tilden Carl Fischer                 |               |                     |
| 9 aprile  | World Covered Court Championships 1921 Copenaghen, Danimarca Parquet indoor Singolare - Doppio    | William Laurentz 6-2 6-4 6-2                     | Alfred Beamish                           |               |                     |
| 9 aprile  | World Covered Court Championships 1921 Copenaghen, Danimarca Parquet indoor Singolare - Doppio    | Maurice Germot William Laurentz 6-3 6-2 3-6 6-3  | Paul Henriksen Erik Tegner               |               |                     |
| 16 aprile | North & South Championships 1921 Pinehurst, Stati Uniti Terra rossa Singolare - Doppio            | Ichiya Kumagae 3-6 6-4 6-3 6-1                   | Wallace Ford Johnson                     |               |                     |
| 16 aprile | North & South Championships 1921 Pinehurst, Stati Uniti Terra rossa Singolare - Doppio            | Ichiya Kumagae Beals Wright 2-6 6-4 9-11 7-5 6-3 | Raymond B. Bidwell Josiah Wheelwright    |               |                     |
| 16 aprile | British Covered Court Championships 1921 Londra, Gran Bretagna Parquet indoor Singolare - Doppio  | André Gobert 6-2 6-4 4-6 0-6 7-5                 | Walter Cecil Crawley                     |               |                     |
| 16 aprile | British Covered Court Championships 1921 Londra, Gran Bretagna Parquet indoor Singolare - Doppio  |                                                  |                                          |               |                     |
| 17 aprile | South African Championships 1921 Johannesburg, Sudafrica Terra rossa Singolare - Doppio           | Louis Raymond 6-3 6-0 6-1                        | Marchant Starr Davies                    |               |                     |
| 17 aprile | South African Championships 1921 Johannesburg, Sudafrica Terra rossa Singolare - Doppio           |                                                  |                                          |               |                     |
| 22 aprile | Greenbrier Invitational 1921 White Sulphur Springs, Stati Uniti Terra rossa Singolare - Doppio    | Ichiya Kumagae 6-2 7-5 6-4                       | Cedric Mayor                             |               |                     |
| 22 aprile | Greenbrier Invitational 1921 White Sulphur Springs, Stati Uniti Terra rossa Singolare - Doppio    | Ichiya Kumagae Samuel Howard Voshell 7-9 6-2 6-1 | George Carlton Shafer Josiah Wheelwright |               |                     |
| 23 aprile | Roehampton Hard Court Championships 1921 Roehampton, Gran Bretagna Terra rossa Singolare - Doppio | Gordon Lowe 6-2 6-3 11-9                         | Willard Botsford                         |               |                     |
| 23 aprile | Roehampton Hard Court Championships 1921 Roehampton, Gran Bretagna Terra rossa Singolare - Doppio |                                                  |                                          |               |                     |
| 30 aprile | New South Wales Championships 1921 Sydney, Australia Erba Singolare - Doppio                      | Gerald Patterson Walkover                        | John Hawks                               |               |                     |
| 30 aprile | New South Wales Championships 1921 Sydney, Australia Erba Singolare - Doppio                      |                                                  |                                          |               |                     |

### Maggio
| Settimana | Torneo                                                                                     | Vincitore                            | Finalista                 | Semifinalisti | Eliminati ai quarti |
| --------- | ------------------------------------------------------------------------------------------ | ------------------------------------ | ------------------------- | ------------- | ------------------- |
| maggio    | Southern California Championships 1921 Los Angeles, Stati Uniti Cemento Singolare - Doppio | W. Parker                            | non conosciuta (bandiera) |               |                     |
| maggio    | Southern California Championships 1921 Los Angeles, Stati Uniti Cemento Singolare - Doppio |                                      |                           |               |                     |
| 1º maggio | German Championships 1921 Berlino, Germania Terra rossa Singolare - Doppio                 | Heinrich Kleinschroth 6-4 8-6 ritiro | Otto Froitzheim           |               |                     |
| 1º maggio | German Championships 1921 Berlino, Germania Terra rossa Singolare - Doppio                 |                                      |                           |               |                     |
| 16 maggio | Harlem Tennis Club Championships 1921 New York, Stati Uniti Terra rossa Singolare - Doppio | Alfred Hammett 7-5 11-9 7-5          | Kenneth Fisher            |               |                     |
| 16 maggio | Harlem Tennis Club Championships 1921 New York, Stati Uniti Terra rossa Singolare - Doppio |                                      |                           |               |                     |
| 18 maggio | Campionato francese di tennis 1921 Parigi, Francia Terra rossa Singolare - Doppio          | Jean Samazeuilh 6-3 6-3 2-6 7-5      | André Gobert              |               |                     |
| 18 maggio | Campionato francese di tennis 1921 Parigi, Francia Terra rossa Singolare - Doppio          | André Gobert William Laurentz        |                           |               |                     |
| 22 maggio | Surrey Championships 1921 Surbiton, Gran Bretagna Erba Singolare - Doppio                  | Brian Norton 6-2 6-2 6-3             | Sydney M. Jacob           |               |                     |
| 22 maggio | Surrey Championships 1921 Surbiton, Gran Bretagna Erba Singolare - Doppio                  |                                      |                           |               |                     |
| 29 maggio | Middlesex Championships 1921 Chiswick Park, Gran Bretagna Erba Singolare - Doppio          | Athar-Ali Fyzee 4-6 6-1 6-3 6-4      | Francis Townsend Hunter   |               |                     |
| 29 maggio | Middlesex Championships 1921 Chiswick Park, Gran Bretagna Erba Singolare - Doppio          |                                      |                           |               |                     |
| 29 maggio | West of England Championships 1921 Bristol, Gran Bretagna Erba Singolare - Doppio          | Sydney M. Jacob 9-7 6-2 4-6 6-0      | Francis Merion Fisher     |               |                     |
| 29 maggio | West of England Championships 1921 Bristol, Gran Bretagna Erba Singolare - Doppio          |                                      |                           |               |                     |

### Giugno
| Settimana | Torneo                                                                                                | Vincitore                                             | Finalista                            | Semifinalisti | Eliminati ai quarti |
| --------- | --- | ----------------------------------------------------- | ------------------------------------ | ------------- | ------------------- |
| 1º giugno | Philadelphia City Championships 1921 Filadelfia, Stati Uniti Singolare - Doppio                       | Wallace Ford Johnson 2-6 6-0 7-5 6-4                  | Carlton Shafer                       |               |                     |
| 1º giugno | Philadelphia City Championships 1921 Filadelfia, Stati Uniti Singolare - Doppio                       | Wallace Ford Johnson Stanley Pearson 7-5 8-6 4-6 6-3  | J. C. Bell E. M. Edwards             |               |                     |
| 3 giugno  | Eastern New York Clay Court Championships 1921 Amackassin, Stati Uniti Terra rossa Singolare - Doppio | Vincent Richards 6-0 6-1 8-6                          | Alfred Hammett                       |               |                     |
| 3 giugno  | Eastern New York Clay Court Championships 1921 Amackassin, Stati Uniti Terra rossa Singolare - Doppio | Benjamin H. Letson Vanderbilt Ward walkover           | Albert J. Ostendorf Leonard Beekman  |               |                     |
| 5 giugno  | World Hard Court Championships 1921 Saint-Cloud, Francia Terra rossa Singolare - Doppio               | Bill Tilden 6-3 6-3 6-3                               | Jean Washer                          |               |                     |
| 5 giugno  | World Hard Court Championships 1921 Saint-Cloud, Francia Terra rossa Singolare - Doppio               | André Gobert William Laurentz 6-4, 6-2, 6-8, 6-2      | Pierre Albarran Alain Gerbault       |               |                     |
| 5 giugno  | Orange Club Championships 1921 Mountain Station, Stati Uniti Erba Singolare - Doppio                  | Ichiya Kumagae Vincent Richards titolo condiviso      |                                      |               |                     |
| 5 giugno  | Orange Club Championships 1921 Mountain Station, Stati Uniti Erba Singolare - Doppio                  |                                                       |                                      |               |                     |
| 5 giugno  | Northern Championships 1921 Manchester, Gran Bretagna Erba Singolare - Doppio                         | Randolph Lycett 8-6 2-6 6-4 1-6 6-4                   | Theodore Mavrogordato                |               |                     |
| 5 giugno  | Northern Championships 1921 Manchester, Gran Bretagna Erba Singolare - Doppio                         |                                                       |                                      |               |                     |
| 11 giugno | New England Championships 1921 Hartford, Stati Uniti Terra rossa Singolare - Doppio                   | Percy Lloyd Kynaston 6-4 6-3 6-3                      | H. Holbrook Hyde                     |               |                     |
| 11 giugno | New England Championships 1921 Hartford, Stati Uniti Terra rossa Singolare - Doppio                   | H. Holbrook Hyde Wiley 6-2 4-6 7-5                    | Gerald Emerson Hugh Oakley           |               |                     |
| 12 giugno | Brooklyn Championships 1921 New York, Stati Uniti Singolare - Doppio                                  | Vincent Richards 6-0 6-4 6-4                          | Frederick Anderson                   |               |                     |
| 12 giugno | Brooklyn Championships 1921 New York, Stati Uniti Singolare - Doppio                                  |                                                       |                                      |               |                     |
| 16 giugno | Queen's Club Championships 1921 Londra, Gran Bretagna Erba Singolare - Doppio                         | Zenzo Shimizu 6–2, 6–0                                | Mohammed Sleem                       |               |                     |
| 16 giugno | Queen's Club Championships 1921 Londra, Gran Bretagna Erba Singolare - Doppio                         |                                                       |                                      |               |                     |
| 17 giugno | Kent Championships 1921 Beckenham, Gran Bretagna Erba Singolare - Doppio                              | Algernon Kingscote 6–4 4–6 6–0 6–3                    | Sydney M. Jacob                      |               |                     |
| 17 giugno | Kent Championships 1921 Beckenham, Gran Bretagna Erba Singolare - Doppio                              |                                                       |                                      |               |                     |
| 18 giugno | Roehampton Grass Court Championships 1921 Roehampton, Gran Bretagna Erba Singolare - Doppio           | Francis Townsend Hunter 1-6 1-6 8-6 6-1 6-3           | Athar-Ali Fyzee                      |               |                     |
| 18 giugno | Roehampton Grass Court Championships 1921 Roehampton, Gran Bretagna Erba Singolare - Doppio           |                                                       |                                      |               |                     |
| 18 giugno | Pennsylvania State Championships 1921 Filadelfia, Stati Uniti Singolare - Doppio                      | Wallace Ford Johnson 9-7 6-1 6-2                      | Stanley Pearson                      |               |                     |
| 18 giugno | Pennsylvania State Championships 1921 Filadelfia, Stati Uniti Singolare - Doppio                      | Carl Fischer Wallace Ford Johnson 4-6 6-2 3-6 6-2 6-2 | E. M. Edwards J. C. Bell             |               |                     |
| 18 giugno | New Jersey State Championships 1921 Montclair, Stati Uniti Erba Singolare - Doppio                    | Vanderbilt B. Ward 6-3 10-8 6-2                       | Ed. Oelsner                          |               |                     |
| 18 giugno | New Jersey State Championships 1921 Montclair, Stati Uniti Erba Singolare - Doppio                    |                                                       |                                      |               |                     |
| 23 giugno | Massachusetts State Championships 1921 Boston, Stati Uniti Singolare - Doppio                         | Richard Norris Williams 1-6 6-4 1-6 6-3 8-5           | Lawrence B. Rice                     |               |                     |
| 23 giugno | Massachusetts State Championships 1921 Boston, Stati Uniti Singolare - Doppio                         | Raymond Bidwell W. E. Porter 7-5 9-7 6-4              | Nat W. Niles A. N. Reggio            |               |                     |
| 24 giugno | Delaware State Championships 1921 Wilmington, Stati Uniti Singolare - Doppio                          | Wallace Ford Johnson 6-3 6-2 6-1                      | Dean Mathey                          |               |                     |
| 24 giugno | Delaware State Championships 1921 Wilmington, Stati Uniti Singolare - Doppio                          | Dean Mathey Joseph Werner 5-7 6-4 7-5 8-6             | Wallace Ford Johnson Stanley Pearson |               |                     |
| 26 giugno | Pacific Coast Championships 1921 Berkeley, Stati Uniti Cemento Singolare - Doppio                     | Bill Johnston 6-4, 6-3, 6-3                           | Roland Roberts                       |               |                     |
| 26 giugno | Pacific Coast Championships 1921 Berkeley, Stati Uniti Cemento Singolare - Doppio                     | Robert Kinsey Howard Kinsey 5-7 6-4 7-5 6-3           | Roland Roberts Willis E. Davis       |               |                     |
| 27 giugno | New South Wales Hard Court Championships 1921 Dubbo, Australia Terra rossa Singolare - Doppio         | Horace Rice 6-2 8-6                                   | James Bayley                         |               |                     |
| 27 giugno | New South Wales Hard Court Championships 1921 Dubbo, Australia Terra rossa Singolare - Doppio         |                                                       |                                      |               |                     |

### Luglio
| Settimana | Torneo                                                                                       | Vincitore                                          | Finalista                       | Semifinalisti | Eliminati ai quarti |
| --------- | -------------------------------------------------------------------------------------------- | -------------------------------------------------- | ------------------------------- | ------------- | ------------------- |
| luglio    | Middle States Championships 1921 Filadelfia, Stati Uniti Singolare - Doppio                  | Carl Fischer 1-6 6-4 12-10 0-6 6-3                 | Dr. P. B. Hawk                  |               |                     |
| luglio    | Middle States Championships 1921 Filadelfia, Stati Uniti Singolare - Doppio                  | T. C. Bell E. M. Edwards 2-6 6-3 7-5 8-10 6-2      | Stanley Pearson L. C. Wistar    |               |                     |
| luglio    | East of England Championships 1921 Felixstowe, Gran Bretagna Erba Singolare - Doppio         | Thomas Bevan                                       | non conosciuta (bandiera)       |               |                     |
| luglio    | East of England Championships 1921 Felixstowe, Gran Bretagna Erba Singolare - Doppio         |                                                    |                                 |               |                     |
| luglio    | Midland Counties Championships 1921 Edgbaston, Gran Bretagna Erba Singolare - Doppio         | Brian Norton                                       | non conosciuta (bandiera)       |               |                     |
| luglio    | Midland Counties Championships 1921 Edgbaston, Gran Bretagna Erba Singolare - Doppio         |                                                    |                                 |               |                     |
| luglio    | Irish Championships 1921 Dublino, Irlanda Erba Singolare - Doppio                            | Cecil Campbell                                     | non conosciuta (bandiera)       |               |                     |
| luglio    | Irish Championships 1921 Dublino, Irlanda Erba Singolare - Doppio                            |                                                    |                                 |               |                     |
| 2 luglio  | Torneo di Wimbledon 1921 Londra, Gran Bretagna Erba Singolare - Doppio                       | Bill Tilden 4-6 2-6 6-1 6-0 7-5                    | Brian Norton                    |               |                     |
| 2 luglio  | Torneo di Wimbledon 1921 Londra, Gran Bretagna Erba Singolare - Doppio                       | Randolph Lycett Max Woosnam 6-3, 6-0, 7-5          | Arthur Lowe Gordon Lowe         |               |                     |
| 4 luglio  | U.S. Men's Clay Court Championships 1921 Chicago, Stati Uniti Terra rossa Singolare - Doppio | Walter T. Hayes 6-0 6-2 6-4                        | Alex M. Squair                  |               |                     |
| 4 luglio  | U.S. Men's Clay Court Championships 1921 Chicago, Stati Uniti Terra rossa Singolare - Doppio | Clifton Herd Walter T. Hayes 6-1 6-3 6-2           | John Hennessey Ralph Burdick    |               |                     |
| 7 luglio  | Queensboro Championships 1921 New York, Stati Uniti Singolare - Doppio                       | Percy Lloyd Kynaston 2-6 6-2 6-8 6-4 6-3           | Fredrick D. Powers              |               |                     |
| 7 luglio  | Queensboro Championships 1921 New York, Stati Uniti Singolare - Doppio                       |                                                    |                                 |               |                     |
| 9 luglio  | New York State Championships 1921 Buffalo, Stati Uniti Terra rossa Singolare - Doppio        | Robert Lindley Murray 7-5 5-7 6-1 6-1              | Kirk Reid                       |               |                     |
| 9 luglio  | New York State Championships 1921 Buffalo, Stati Uniti Terra rossa Singolare - Doppio        | Wallace Bates Edmund Levy 6-3 5-7 7-5 10-8         | Henry Wick Harold Bartel        |               |                     |
| 10 luglio | Atlantic Yacht Club Invitation 1921 New York, Stati Uniti Singolare - Doppio                 | Frank Anderson 6-3 5-7 8-10 6-4 6-3                | Frederick Anderson              |               |                     |
| 10 luglio | Atlantic Yacht Club Invitation 1921 New York, Stati Uniti Singolare - Doppio                 | Frank Anderson Leonard Beekman 7-5 8-6             | Murray Vernon Cedric Major      |               |                     |
| 11 luglio | North Side Championships 1921 New York, Stati Uniti Terra rossa Singolare - Doppio           | Elliott H. Binzen 3-6 6-3 7-5 6-2                  | George King                     |               |                     |
| 11 luglio | North Side Championships 1921 New York, Stati Uniti Terra rossa Singolare - Doppio           |                                                    |                                 |               |                     |
| 16 luglio | Canadian Championships 1921 Vancouver, Canada Singolare - Doppio                             | Wallace Bates 4-6, 6-4, 6-2, 6-3                   | Edmund Levy                     |               |                     |
| 16 luglio | Canadian Championships 1921 Vancouver, Canada Singolare - Doppio                             | Norman Peach Clarence Todd 6-4, 5-7, 5-7, 7-5, 6-4 | Paul Bennett George Holmes      |               |                     |
| 17 luglio | Western Championships 1921 Indianapolis, Stati Uniti Terra rossa Singolare - Doppio          | Vincent Richards 6-1 6-4 6-2                       | Walter T. Hayes                 |               |                     |
| 17 luglio | Western Championships 1921 Indianapolis, Stati Uniti Terra rossa Singolare - Doppio          |                                                    |                                 |               |                     |
| 17 luglio | Welsh Championships 1921 Newport, Gran Bretagna Erba Singolare - Doppio                      | Josiah Ritchie 6-1 1-6 6-2 2-6 6-3                 | Jones Nigel                     |               |                     |
| 17 luglio | Welsh Championships 1921 Newport, Gran Bretagna Erba Singolare - Doppio                      |                                                    |                                 |               |                     |
| 17 luglio | Torneo di Frinton-on-Sea 1921 Frinton-on-Sea, Gran Bretagna Erba Singolare - Doppio          | Francis Townsend Hunter 7-5 4-6 6-1                | Francis Marion Fisher           |               |                     |
| 17 luglio | Torneo di Frinton-on-Sea 1921 Frinton-on-Sea, Gran Bretagna Erba Singolare - Doppio          |                                                    |                                 |               |                     |
| 18 luglio | Long Island State Championships 1921 Woodmere, Stati Uniti Singolare - Doppio                | Percy Lloyd Kynaston 9-7 3-6 6-3 6-2               | Carl N. Joliffe                 |               |                     |
| 18 luglio | Long Island State Championships 1921 Woodmere, Stati Uniti Singolare - Doppio                |                                                    |                                 |               |                     |
| 23 luglio | Rhode Island State Championships 1921 Providence, Stati Uniti Terra rossa Singolare - Doppio | Vincent Richards 6-2 6-1 2-6 6-0                   | Bill Tilden                     |               |                     |
| 23 luglio | Rhode Island State Championships 1921 Providence, Stati Uniti Terra rossa Singolare - Doppio |                                                    |                                 |               |                     |
| 24 luglio | Nyack on Hudson Championships 1921 Nyack, Stati Uniti Singolare - Doppio                     | Harold Throckmorton 7-5 6-4 6-4                    | Gerald B. Emerson               |               |                     |
| 24 luglio | Nyack on Hudson Championships 1921 Nyack, Stati Uniti Singolare - Doppio                     |                                                    |                                 |               |                     |
| 24 luglio | Travers Island Challenge Cup 1921 New York, Stati Uniti Singolare - Doppio                   | Waiter Merrill Hall 2-6 6-4 3-6 6-3 6-2            | George King                     |               |                     |
| 24 luglio | Travers Island Challenge Cup 1921 New York, Stati Uniti Singolare - Doppio                   |                                                    |                                 |               |                     |
| 24 luglio | Greenwich Field Club Invitational 1921 Greenwich, Stati Uniti Erba Singolare - Doppio        | Samuel Howard Voshell 6-3 6-3 6-3                  | Leonard A. Beekman              |               |                     |
| 24 luglio | Greenwich Field Club Invitational 1921 Greenwich, Stati Uniti Erba Singolare - Doppio        |                                                    |                                 |               |                     |
| 25 luglio | Staten Island Championships 1921 New York, Stati Uniti Singolare - Doppio                    | Alfred Cawse                                       | Kenneth D. Fisher               |               |                     |
| 25 luglio | Staten Island Championships 1921 New York, Stati Uniti Singolare - Doppio                    |                                                    |                                 |               |                     |
| 30 luglio | Longwood Bowl 1921 Brookline, Stati Uniti Erba Singolare - Doppio                            | Bill Johnston 6-4 6-2 3-6 8-6                      | Richard Norris Williams         |               |                     |
| 30 luglio | Longwood Bowl 1921 Brookline, Stati Uniti Erba Singolare - Doppio                            | Ichiya Kumagae Zenzo Shimizu 6-2 6-2 6-3           | Raymond B. Bidwell W. E. Porter |               |                     |

### Agosto
| Settimana | Torneo                                                                                 | Vincitore                           | Finalista                 | Semifinalisti | Eliminati ai quarti |
| --------- | -------------------------------------------------------------------------------------- | ----------------------------------- | ------------------------- | ------------- | ------------------- |
| agosto    | Torneo di Ostenda 1921 Ostenda, Belgio Terra rossa Singolare - Doppio                  | Jean Borotra                        | non conosciuta (bandiera) |               |                     |
| agosto    | Torneo di Ostenda 1921 Ostenda, Belgio Terra rossa Singolare - Doppio                  |                                     |                           |               |                     |
| agosto    | North of England Championships 1921 Scarborough, Gran Bretagna Erba Singolare - Doppio | Brian Norton                        | non conosciuta (bandiera) |               |                     |
| agosto    | North of England Championships 1921 Scarborough, Gran Bretagna Erba Singolare - Doppio |                                     |                           |               |                     |
| agosto    | Suffolk Championships 1921 Saxmundham, Gran Bretagna Erba Singolare - Doppio           | Herbert Roper Barrett               | non conosciuta (bandiera) |               |                     |
| agosto    | Suffolk Championships 1921 Saxmundham, Gran Bretagna Erba Singolare - Doppio           |                                     |                           |               |                     |
| agosto    | Cinque Ports Championships 1921 Folkestone, Gran Bretagna Singolare - Doppio           | Cecil Campbell                      | non conosciuta (bandiera) |               |                     |
| agosto    | Cinque Ports Championships 1921 Folkestone, Gran Bretagna Singolare - Doppio           |                                     |                           |               |                     |
| agosto    | Torneo di Etretat 1921 Étretat, Francia Singolare - Doppio                             | Jean Borotra                        | non conosciuta (bandiera) |               |                     |
| agosto    | Torneo di Etretat 1921 Étretat, Francia Singolare - Doppio                             |                                     |                           |               |                     |
| agosto    | Derbyshire Championships 1921 Buxton, Gran Bretagna Erba Singolare - Doppio            | Shirley Dillon                      | non conosciuta (bandiera) |               |                     |
| agosto    | Derbyshire Championships 1921 Buxton, Gran Bretagna Erba Singolare - Doppio            |                                     |                           |               |                     |
| agosto    | Hampshire Championships 1921 Bournemouth, Gran Bretagna Singolare - Doppio             | Francis Marion Bates Fisher         | non conosciuta (bandiera) |               |                     |
| agosto    | Hampshire Championships 1921 Bournemouth, Gran Bretagna Singolare - Doppio             |                                     |                           |               |                     |
| 6 agosto  | Newport Casino Trophy 1921 Newport, Stati Uniti Erba Singolare - Doppio                | Watson Washburn 4-6 6-3 6-2 1-6 6-4 | Richard Norris Williams   |               |                     |
| 6 agosto  | Newport Casino Trophy 1921 Newport, Stati Uniti Erba Singolare - Doppio                |                                     |                           |               |                     |
| 12 agosto | Seabright Invitational 1921 Seabright, Stati Uniti Erba Singolare - Doppio             | Bill Johnston 6-0 6-4 6-2           | Richard Norris Williams   |               |                     |
| 12 agosto | Seabright Invitational 1921 Seabright, Stati Uniti Erba Singolare - Doppio             |                                     |                           |               |                     |
| 20 agosto | Queensland Championships 1921 Brisbane, Australia Erba Singolare - Doppio              | Jack N. Radcliffe 10-8 6-4 6-1      | Edward Jordan             |               |                     |
| 20 agosto | Queensland Championships 1921 Brisbane, Australia Erba Singolare - Doppio              |                                     |                           |               |                     |
| 20 agosto | Southampton Invitation 1921 Southampton, Stati Uniti Erba Singolare - Doppio           | Willis Davis 3-6 8-6 6-3 6-4        | Vincent Richards          |               |                     |
| 20 agosto | Southampton Invitation 1921 Southampton, Stati Uniti Erba Singolare - Doppio           |                                     |                           |               |                     |
| 29 agosto | Torneo di Deauville 1921 Deauville, Francia Terra rossa Singolare - Doppio             | Jean Borotra 6-4 6-1 6-2            | Paul J.A. Féret           |               |                     |
| 29 agosto | Torneo di Deauville 1921 Deauville, Francia Terra rossa Singolare - Doppio             |                                     |                           |               |                     |

### Settembre
| Settimana    | Torneo                                                                                               | Vincitore                                    | Finalista                               | Semifinalisti | Eliminati ai quarti |
| ------------ | --- | -------------------------------------------- | --------------------------------------- | ------------- | ------------------- |
| settembre    | Kent Coast Championships 1921 Hythe, Gran Bretagna Singolare - Doppio                                | Theodore Michel Mavrogordato                 | non conosciuta (bandiera)               |               |                     |
| settembre    | Kent Coast Championships 1921 Hythe, Gran Bretagna Singolare - Doppio                                |                                              |                                         |               |                     |
| settembre    | South of England Championships 1921 Eastbourne, Gran Bretagna Erba Singolare - Doppio                | Brian Norton                                 | non conosciuta (bandiera)               |               |                     |
| settembre    | South of England Championships 1921 Eastbourne, Gran Bretagna Erba Singolare - Doppio                |                                              |                                         |               |                     |
| 7 settembre  | Metropolitan Grass Court Championships 1921 Bay Ridge, New York, Stati Uniti Erba Singolare - Doppio | Robert Kinsey 6-2 4-6 6-2 2-6 6-2            | Willis Davis                            |               |                     |
| 7 settembre  | Metropolitan Grass Court Championships 1921 Bay Ridge, New York, Stati Uniti Erba Singolare - Doppio | Robert Kinsey Howard Kinsey 6-3 6-4 6-4      | Gerald Emerson Taylor                   |               |                     |
| 19 settembre | U.S. National Championships 1921 Filadelfia, Stati Uniti Erba Singolare - Doppio                     | Bill Tilden 6-1 6-3 6-1                      | Wallace Ford Johnson                    |               |                     |
| 19 settembre | U.S. National Championships 1921 Filadelfia, Stati Uniti Erba Singolare - Doppio                     | Bill Tilden Vincent Richards 13-11 12-10 6-1 | Richard Norris Williams Watson Washburn |               |                     |

### Ottobre
| Settimana  | Torneo                                                                                            | Vincitore                                | Finalista                 | Semifinalisti | Eliminati ai quarti |
| ---------- | ------------------------------------------------------------------------------------------------- | ---------------------------------------- | ------------------------- | ------------- | ------------------- |
| ottobre    | Queen's Covered Court Championships 1921 Londra, Gran Bretagna Parquet indoor Singolare - Doppio  | Mohammed Sleem                           | non conosciuta (bandiera) |               |                     |
| ottobre    | Queen's Covered Court Championships 1921 Londra, Gran Bretagna Parquet indoor Singolare - Doppio  |                                          |                           |               |                     |
| 7 ottobre  | Rhode Island Clay Court Championships 1921 Providence, Stati Uniti Terra rossa Singolare - Doppio | Nathaniel Niles 6-3 8-6 6-2              | Lawrence Rice             |               |                     |
| 7 ottobre  | Rhode Island Clay Court Championships 1921 Providence, Stati Uniti Terra rossa Singolare - Doppio |                                          |                           |               |                     |
| 10 ottobre | Castle Point Trophy 1921 Hoboken, Stati Uniti Singolare - Doppio                                  | Frederick Anderson 6-2 6-2 3-6 6-3       | Herbert Bowman            |               |                     |
| 10 ottobre | Castle Point Trophy 1921 Hoboken, Stati Uniti Singolare - Doppio                                  |                                          |                           |               |                     |
| 16 ottobre | Greenwich Country Club Invitational 1921 Greenwich, Stati Uniti Singolare - Doppio                | Elliott H. Binzen                        | Major                     |               |                     |
| 16 ottobre | Greenwich Country Club Invitational 1921 Greenwich, Stati Uniti Singolare - Doppio                |                                          |                           |               |                     |
| 17 ottobre | Essex County Championships 1921 West Orange, Stati Uniti Singolare - Doppio                       | Percy Lloyd Kynaston 2-6 6-3 6-3 3-6 6-4 | Anton Von Bernuth         |               |                     |
| 17 ottobre | Essex County Championships 1921 West Orange, Stati Uniti Singolare - Doppio                       |                                          |                           |               |                     |

### Novembre
| Settimana  | Torneo                                                                                    | Vincitore    | Finalista    | Semifinalisti | Eliminati ai quarti |
| ---------- | ----------------------------------------------------------------------------------------- | ------------ | ------------ | ------------- | ------------------- |
| 7 novembre | French Covered Court Championships 1921 Parigi, Francia Parquet indoor Singolare - Doppio | Jean Borotra | André Gobert |               |                     |
| 7 novembre | French Covered Court Championships 1921 Parigi, Francia Parquet indoor Singolare - Doppio |              |              |               |                     |

### Dicembre
| Settimana   | Torneo                                                                    | Vincitore                              | Finalista                 | Semifinalisti | Eliminati ai quarti |
| ----------- | ------------------------------------------------------------------------- | -------------------------------------- | ------------------------- | ------------- | ------------------- |
| dicembre    | Bristol Cup 1921 Cannes, Francia Terra rossa Singolare - Doppio           | John C.S. Rendall 6-3 6-4 4-6 7-5      | A. Page                   |               |                     |
| dicembre    | Bristol Cup 1921 Cannes, Francia Terra rossa Singolare - Doppio           |                                        |                           |               |                     |
| dicembre    | Coupe de Noel 1921 Parigi, Francia Parquet indoor Singolare - Doppio      | Jacques Brugnon                        | non conosciuta (bandiera) |               |                     |
| dicembre    | Coupe de Noel 1921 Parigi, Francia Parquet indoor Singolare - Doppio      |                                        |                           |               |                     |
| dicembre    | New Zealand Championships 1921 Auckland, Nuova Zelanda Singolare - Doppio | John Turnbull Laurenson                | non conosciuta (bandiera) |               |                     |
| dicembre    | New Zealand Championships 1921 Auckland, Nuova Zelanda Singolare - Doppio | William Goss R.G. Greenwood            |                           |               |                     |
| 2 dicembre  | Victorian Championships 1921 Melbourne, Australia Erba Singolare - Doppio | Gerald Patterson 2-6 6-0 6-4 8-6       | Pat O'Hara Wood           |               |                     |
| 2 dicembre  | Victorian Championships 1921 Melbourne, Australia Erba Singolare - Doppio |                                        |                           |               |                     |
| 31 dicembre | Australasian Championships 1921 Perth, Australia Erba Singolare - Doppio  | Rhys Gemmell 7-5 6-1 6-4               | Alf Hedeman               |               |                     |
| 31 dicembre | Australasian Championships 1921 Perth, Australia Erba Singolare - Doppio  | Stanley Eaton Rhys Gemmell 7-5 6-3 6-3 | N. Brearley Edward Stokes |               |                     |

### Senza data
| Settimana                                                                      | Torneo                                                 | Vincitore                 | Finalista                 | Semifinalisti | Eliminati ai quarti |
| ------------------------------------------------------------------------------ | ------------------------------------------------------ | ------------------------- | ------------------------- | ------------- | ------------------- |
|                                                                                | Torneo di Rouen 1921 Rouen, Francia Singolare - Doppio | Jean Borotra              | non conosciuta (bandiera) |               |                     |
|                                                                                | Torneo di Rouen 1921 Rouen, Francia Singolare - Doppio |                           |                           |               |                     |
| Spanish International Championships 1921 Barcellona, Spagna Singolare - Doppio | Manuel Alonso 6-4 6-2 2-2                              | William Laurentz          |                           |               |                     |
| Spanish International Championships 1921 Barcellona, Spagna Singolare - Doppio |                                                        |                           |                           |               |                     |
| Torneo di Le Havre 1921 Le Havre, Francia Singolare - Doppio                   | Jean Borotra                                           | non conosciuta (bandiera) |                           |               |                     |
| Torneo di Le Havre 1921 Le Havre, Francia Singolare - Doppio                   |                                                        |                           |                           |               |                     |
| Torneo di La Jolla 1921 La Jolla, Stati Uniti Singolare - Doppio               | Ralph Sindorf                                          | non conosciuta (bandiera) |                           |               |                     |
| Torneo di La Jolla 1921 La Jolla, Stati Uniti Singolare - Doppio               |                                                        |                           |                           |               |                     |